# Carl Joseph von Dewitz
Carl Joseph von Dewitz (ur. 15 stycznia 1718 w Hoffelde, zm. 17 stycznia 1753 w Wiedniu) – był pruskim prawnikiem i dyplomatą.

## Rodzina
Pochodził z pomorskiej rodziny szlacheckiej Dewitz. Jego ojcem był starosta Stephan Berend von Dewitz (1672-1728), a dziadkiem generał i namiestnik Kołobrzegu Joachim Balthasar von Dewitz. Jego matka Luise Emilie (1684-1760) była córką generała i gubernatora Minden Johanna Antona von Zieten. Carl Joseph von Dewitz był żonaty od 1743 z Zofią Friederiką Albertiną (1722-1781), córką pruskiego ministra Heinricha Grafa von Podewilsa. Z małżeństwa nie było dzieci. W 1756 roku wdowa wyszła za mąż za Maksymiliana von Fürst und Kupferberga, późniejszego kanclerza Prus.

## Kariera
- Studiował od 1736 roku na uniwersytecie we Frankfurcie nad Odrą
- Następnie studia na uniwersytecie w Halle
- W 1742 roku w Szczecinie został najpierw na krótko radnym wojennym i domenowym Pomorskiej Izby Wojennej i Domenalnej
- Zostaje radcą rządowym rządu pomorskiego, który w tym czasie pełnił głównie funkcję sądu wyższej instancji.
- W 1743 roku został awansowany na podkanclerza rządu pomorskiego, zastępując Martina Adriana von Borcke
- W 1746 r. otrzymał prawo następcy na stanowisku kanclerza po Philippie Otto von Grumbkowie
- W 1747 został wiceprezesem rządu pomorskiego
- W 1751 został wysłany jako poseł pruski na dwór cesarski w Wiedniu[2]
- W 1753 umiera jako minister pełnomocny Prus.